# Эннистимон

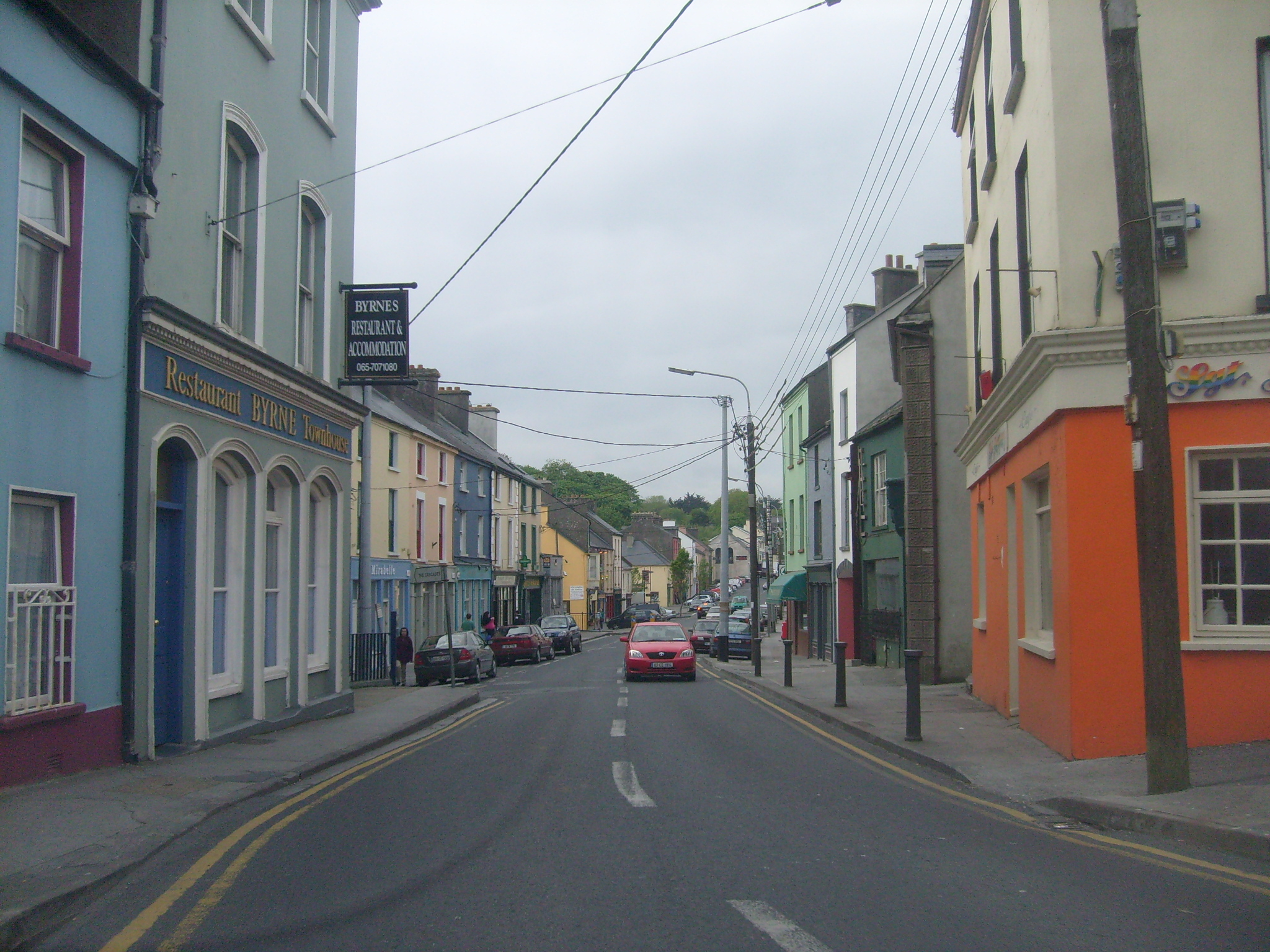

Эннистимон (англ. Ennistymon; ирл. Inis Díomáin) — деревня в Ирландии, находится в графстве Клэр (провинция Манстер) у трассы N85.
Местная железнодорожная станция была открыта 2 июля 1887 года и закрыта вместе со всей линией 1 февраля 1961 года.

## Демография
Население — 813 человек (по переписи 2006 года). В 2002 году население составляло 881 человек.
Данные переписи 2006 года:
| Общие демографические показатели |               |                               |                               |      |      |
| Всё население                    | Всё население | Изменения населения 2002—2006 | Изменения населения 2002—2006 | 2006 | 2006 |
| 2002                             | 2006          | чел.                          | %                             | муж. | жен. |
| 881                              | 813           | −68                           | −7,7                          | 408  | 405  |

## Города-побратимы
- Греция, Схиматарион
- Италия, Поццолеоне